# Anders Wejryd
Anders Harald Wejryd est un théologien suédois et évêque de l'Église de Suède né le 8 août 1948 à Falköping.

## Biographie
Fils du prêtre Harald Wejryd (sv), Anders Wejryd est ordonné prêtre en 1972. Il est nommé évêque de Växjö en 1995, puis devient le soixante-neuvième archevêque d'Uppsala en 2006. Il démissionne en 2014, mais conserve le titre d'archevêque émérite.